# Okręg Szkodra
Okręg Szkodra (alb. rrethi i Shkodrës) – jeden z trzydziestu sześciu okręgów administracyjnych w Albanii; leży w północno-zachodniej części kraju, w obwodzie Szkodra. Liczy ok. 188 tys. osób (2008) i zajmuje powierzchnię 1973 km², jest największym pod względem powierzchni okręgiem w kraju. Jego stolicą jest Szkodra.
W skład okręgu wchodzi 17 gmin: Gmina Ana-Malit, Gmina Bërdicë, Gmina Bushat, Gmina Dajç, Gmina Gur i Zi, Gmina Hajmel, Gmina Postribë, Gmina Pult, Gmina Rrethinat, Gmina Shalë, Gmina Szkodra, Gmina Shllak, Gmina Shosh, Gmina Temal, Gmina Vau i Dejës, Gmina Velipojë oraz Gmina Vig-Mnelë.